# Comèdia de zombis

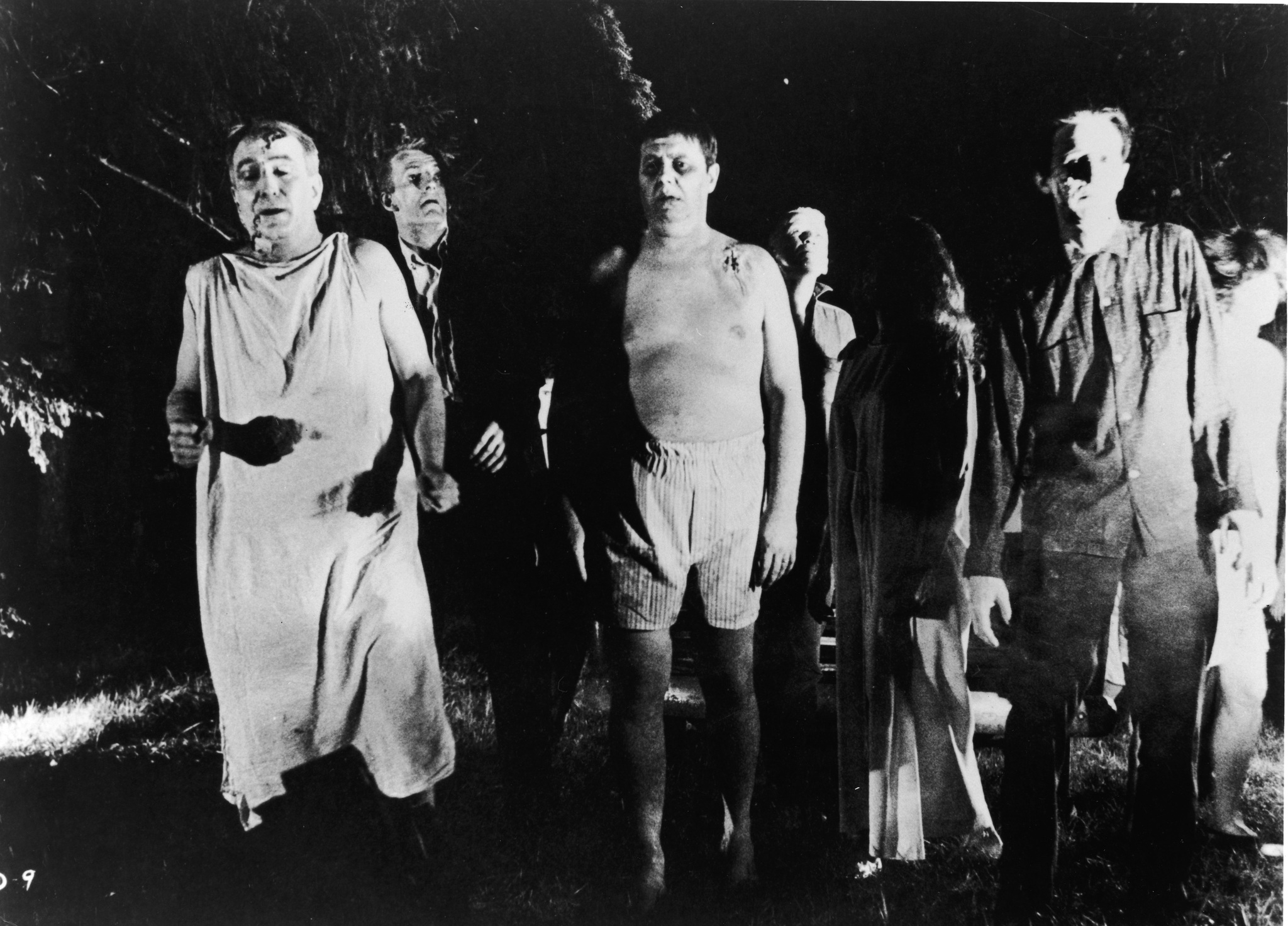
Fotograma de La nit dels morts vivents

La comèdia de zombis, també anomenada en anglès zom-com o zomedy, és un gènere cinematogràfic que combina tòpics de terror zombi amb comèdia de clatellades i humor negre.

## Història
Les arrels del gènere es troben a King of the Zombies (1941) de Jean Yarbrough i Zombies on Broadway (1945) de Gordon Douglas, tot i que en ambdues pel·lícules hi apareixen zombis d'influència vodú. Tot i no ser comèdies, El despertar dels zombis (1978) i El dia dels morts (1985) de George A. Romero presenten diverses escenes còmiques i comentaris satírics sobre la societat. Un home llop americà a Londres (1981) i la sèrie The Return of the Living Dead (1985) es poden considerar alguns dels primers exemples de comèdia de zombis. Altres exemples primerecns són Mr. Vampire, CHUD II: Bud the CHUD (1989), Clínicament morta (1992) i Bio Zombie (1998).
Una comèdia de zombis popular és Shaun of the dead (2004) d'Edgar Wright, una comèdia de zombis romàntica que posa els morts vivents al servei de la disbauxa, amb nombroses bromes i referències al cinema de George A. Romero. Altres comèdies de zombis conegudes són Dance of the Dead (2008) i el blockbuster Benvinguts a Zombieland (2009).
Evil Dead II de Sam Raimi, és una pel·lícula de terror amb elements de comèdia negra, i la seva seqüela, L'exèrcit de les tenebres, és encara més còmica. La sèrie de televisió Evil Dead, però, no inclou cap zombi d'estil tradicional.